# ザ・サイドワインダー (曲)
「ザ・サイドワインダー」(The Sidewinder) は、リー・モーガンが作曲した楽曲。モーガンが自己名義でブルーノート・レコードから1964年にリリースした同名のアルバム『ザ・サイドワインダー』（1963年12月21日に録音）に収録されたタイトル曲で、その後、ジャズのスタンダード・ナンバーのひとつとなった。

## 作曲と録音
曲名は、モーガン自身によれば、「テレビで見た〈悪漢〉 (the 'bad guy' on television)」からとったものであり、ヨコバイガラガラヘビのことではないとされる。24小節の構成の中で、17小節目と18小節目には、意表を突いたマイナー・コードへのコード転換が盛り込まれている。
トランペット奏者であるモーガンは、サクソフォーンのジョー・ヘンダーソン、ピアノのバリー・ハリス、ダブルベースのボブ・クランショウ、ドラムスのビリー・ヒギンスとともにこの曲を録音した。この曲は、モーガンのアルバム『ザ・サイドワインダー』に収録され、シングルとしても両面を使って収録された (BN 1911):135。シングルは、1964年12月19日付で、Billboard Hot 100 チャートに 93位で初登場し、その後順位を上げ:135、最高81位まで浮上した。

## 評価
この曲は、発表後即座に商業的成功作となった。プロデューサーのアルフレッド・ライオンにとっても、この時点までの最大の成功作となった。この曲は、世界中のジャズ愛好家たちの間で、モーガンが有名になる一助となった:139。
『The Penguin Guide to Jazz』は、オリジナルの録音について、「栄光に輝く24小節のテーマは、タイトル通り、しなやかでありながら刺すようだ。1972年2月19日のおぞましい出来事以前にモーガンに起こった、最高にして最悪な出来事だった」と、モーガンが殺害された日付に言及しつつ述べている。

## 影響
1965年のワールドシリーズのテレビ中継では、モーガンによるこの曲の録音をフィーチャーしたクライスラーの広告が放映された。モーガンはテレビ中継を観ていたが、自分の曲が使われるとは知らず、翌日になってから楽曲の使用許可が出されていなかったことが判明した。モーガンが訴訟の可能性も含めて威嚇したのを受けて、クライスラーはこの広告を放映しないことを約束してこの件を収拾した。
「ザ・サイドワインダー」は、程なくして他のミュージシャンたちによってカバーされ、例えばトロンボーン奏者のカイ・ウィンディングは、1966年のアルバム『Dirty Dog』でこの曲を取り上げている。
この曲の成功によって、同じようなテーマを用いた曲が、これ以降のモーガンや、他のミュージシャンたちによるアルバムで聞かれるようになった。「この曲は、多少なりとも打破しがたいパターンを確立し、以降の多くのLPは、大胆でファンキーな冒頭曲 ... に続いて半ダースほどの忘れてしまうようなテーマによる曲が続くようになった」という。

### 日本語による歌唱
吾妻光良 & The Swinging Boppers は、オリジナル録音におけるトランペットの旋律に日本語の歌詞を付けて歌うヴォーカリーズで、2006年のアルバム『Seven & Bi-decade The Great Victor Masters 2003-2006』に「The Sidewinder」としてこの曲を収録した。

## 参考資料
- ザ・サイドワインダー (ライナーノーツ). リー・モーガン. EMIミュージック・ジャパン. 2009. TOCJ 8511。